# Glaresis canadensis
Glaresis canadensis is een keversoort uit de familie Glaresidae. De wetenschappelijke naam van de soort is voor het eerst geldig gepubliceerd in 1928 door Brown.